# Club Africain
Club Africain (arab. النادي الأفريقي) – tunezyjski klub sportowy, mający siedzibę w mieście Tunis, stolicy kraju. Drużyna piłkarska gra obecnie w pierwszej lidze.

## Historia
Klub został założony 4 października 1920. Swoje pierwsze mistrzostwo Tunezji wywalczył w 1947 roku, kiedy kraj ten był jeszcze francuską kolonią. Łącznie 11 razy zdobywał tytuł mistrzowski i 11 razy Puchar Tunezji. W 1991 roku dotarł do finału Pucharu Mistrzów Afryki, a w nim okazał się lepszy od ugandyjskiego zespołu Villa SC (6:2, 1:1). Głównymi rywalami Club Africain w Tunezji są rywale zza miedzy, Espérance Tunis i Stade Tunisien.

## Sukcesy
- 1. liga
  - mistrzostwo: 1947¹, 1948¹, 1964, 1967, 1973, 1974, 1979, 1980, 1990, 1992, 1996, 2008, 2015
- Puchar Tunezji
  - zwycięstwo: 1965, 1967, 1968, 1969, 1970, 1972, 1973, 1976, 1992, 1998, 2000, 2017, 2018
  - finalista: 1956, 1974, 1980, 1982, 1985, 1986, 1988, 1989, 2003, 2006, 2016
- Afrykański Puchar Mistrzów
  - zwycięstwo: 1991
- Puchar Zdobywców Pucharów Afryki
  - zwycięstwo: 1990, 1999
- Puchar CAF
  - zwycięstwo: 1998
- Arabska Liga Mistrzów
  - zwycięstwo: 1997
  - finał: 1988, 2003
- Arabski Puchar Zdobywców Pucharów
  - zwycięstwo: 1995
- Puchar Afro-Azjatycki
  - zwycięstwo: 1992
- Puchar Zdobywców Pucharów Maghrebu
  - zwycięstwo:1970/1971

¹tytuły zdobyte przed uzyskaniem niepodległości

## Skład na sezon 2015/2016
| Nr | Poz. | Piłkarz             |
| -- | ---- | ------------------- |
| 1  | BR   | Farouk Ben Mustapha |
| 2  | OB   | Bilel Ifa           |
| 3  | OB   | Oussama Haddadi     |
| 4  | OB   | Hamza Agrebi        |
| 5  | PO   | Ahmed Khalil        |
| 6  | PO   | Mehdi Ouedherfi     |
| 7  | NA   | Malick Touré        |
| 8  | PO   | Stéphane Nater      |
| 9  | NA   | Yoann Touzghar      |
| 10 | PO   | Imed Miniaoui       |
| 11 | OB   | Yassin Mikari       |
| 13 | PO   | Wissem Ben Yahia    |
| 15 | PO   | Chiheb Jbeli        |

| Nr | Poz. | Piłkarz           |
| -- | ---- | ----------------- |
| 17 | OB   | Alaa Ben Dahnous  |
| 18 | PO   | Nader Ghandri     |
| 20 | PO   | Seidu Salifu      |
| 21 | PO   | Tijani Belaïd     |
| 22 | BR   | Seifeddine Charfi |
| 24 | NA   | Seifeddine Jaziri |
| 25 | OB   | Walid Dhaouadi    |
| 26 | PO   | Ghazi Ayadi       |
| 29 | PO   | Mourad Hedhli     |
| 30 | NA   | Saber Khelifa     |
| 33 | BR   | Mohamed Ali Souid |
| 34 | OB   | Hicham Belkaroui  |
| 35 | PO   | Ibrahim Chenihi   |